# Ninety One
Ninety One o 91 (in kazako Тоқсан бір?, Toqsan bır) è una boy band kazaka formata da JUZ Entertainment nel 2015. La band è composta da quattro membri: Alem, Ace, Zaq e Bala. Inizialmente gruppo di cinque membri, AZ ha lasciato nel 2020. Ninety One è l'atto pioniere di un nuovo genere musicale chiamato Q-pop (Qazaq-pop) che potrebbe essere definito una simbiosi di musica pop occidentale e asiatica. Il gruppo è stato prodotto da Yerbolat Bedelkhan, un membro dell'unità musicale kazaka "Orda".

## Storia

### 2014: KTI-boys
Il gruppo è stato fondato nel 2014, sulla base del progetto "K-Top Idols", il cui obiettivo principale era creare il primo gruppo idol del Kazakistan. AZ e ZaQ sono stati i vincitori di questo progetto. BALA e ALEM sono stati scelti tramite un'audizione separata. ACE si è unito al gruppo dopo essersi formato per 2,5 anni presso l'agenzia SM Entertainment in Corea del Sud.

### Q-POP
Il termine "Q-pop" è stato coniato per la prima volta nel 2015 dalla base di fan di Ninety One - "Eaglez". I fan hanno sottolineato le differenze che hanno visto in un genere pop asiatico appena fondato rispetto alla musica pop di altri paesi. La lettera "Q" deriva dal modo in cui il nome del paese, "Qazaqstan", dovrebbe essere scritto secondo la scrittura latina del kazako.

### 2015 - 2016: EP di debutto "Aıyptama!" e ostilità verso il gruppo
Dopo un anno e mezzo, la band ha deciso di cambiare il proprio nome in "Ninety One". Il nuovo nome si riferisce all'anno 1991, quando il Kazakistan vinse l'indipendenza dall'ex Unione Sovietica. Il nome "91" porta il significato di indipendenza e libertà creativa. Il 1 settembre 2015 i Ninety One hanno pubblicato il loro singolo di debutto Aıyptama! (In italiano: non giudicare!). Il video musicale per la canzone è stato rilasciato l'8 ottobre 2015. Aıyptama! ha dominato le classifiche dei canali musicali del Kazakistan per 20 settimane. Il 1 ° dicembre 2015 hanno pubblicato il loro primo EP, chiamato anche Aıyptama. Questo mini-album è composto da 6 canzoni. Il 2 giugno 2016 hanno pubblicato un video musicale per la canzone "Qaıtadan" ( In italiano: di nuovo), che è attualmente il leader della classifica su Gákký TV . Il video musicale di "Qalay Qaraisyn" (in italiano: come la vedi?), La loro terza canzone, è uscita l'11 dicembre 2016. La canzone è stata inclusa nella colonna sonora del film "Гламұр для дур" diretto da Askar Uzabaev. La canzone è durata 20 settimane al 1 ° posto della classifica Gákký.

### Risposta del pubblico
I Ninety One, nonostante abbiano immediatamente conquistato il cuore di un pubblico giovane, principalmente femminile, kazako, sono stati accolti da un'enorme ondata di ostilità da parte del pubblico mainstream. Molte celebrità locali li diffamavano apertamente e li umiliavano, arrivando a dire che i Ninety One stavano corrompendo la loro giovinezza. Trucco, orecchini e capelli tinti sugli uomini erano offensivi agli occhi di un kazako. Lo stile del gruppo è stato considerato contro la loro mentalità. E pur non avendo nulla contro la loro musica, gli "attivisti" locali, infuriati dall'apparizione del gruppo, hanno provato tutto ciò che era in loro potere per abbattere il gruppo. Oltre a ricevere vari insulti e minacce di morte, i Ninety One hanno dovuto anche difendersi fisicamente da alcuni anti-fan troppo zelanti.

### Primo tour "# 91"
Il 21 giugno 2016 i Ninety One hanno tenuto il loro primo concerto nella città di Karaganda come parte del tour "# 91". Un gran numero di concerti del gruppo sono stati cancellati a causa della richiesta del "pubblico". Si sono svolte proteste contro il gruppo. I membri dello staff e gli stessi Ninety One non potevano entrare nelle sedi dei concerti. Il 23 luglio e fino al 5 agosto 2016 Ninety One e il gruppo musicale Orda (di cui fa parte il loro produttore) sono andati insieme in tour in Cina. Hanno rilasciato un'intervista per una rivista kazaka "Xalhar".

### 2017: secondo album - "Qarangy Zharyq" (Darlight / Dark light) e il film "91"
Il 2 luglio JUZ Entertainment ha annunciato il secondo tour di Ninety One. JUZ Tour 2k17 era più grande e includeva ancora più città. Il tour ha avuto successo senza grandi interferenze da parte degli anti-fan.

### "Mooz" e il film "91"
"Mooz" (inglese: ghiaccio / freddo) è uscito il 21 agosto 2017. "Mooz" è un ost ufficiale del film biografico di Ninety One "91". Il 24 agosto è uscito il film «91». Diretto da Askar Uzabaev e prodotto da Assel Sadvakasova e Yerbolat Bedelkhan, questo film è diventato un debutto come attore per i membri che dovevano interpretare se stessi sul grande schermo. "91" mette in mostra le difficoltà che il gruppo ha incontrato: i Ninety One nei giorni pre-debutto e primi di debutto sono stati contrassegnati dall'enorme contraccolpo ricevuto da anti-fan e dal pubblico in generale. E mentre alcune persone potrebbero sostenere che è troppo presto per girare un film dedicato alla loro storia, il regista Askar Uzabaev era fiducioso che il film dovesse essere girato. Il regista è persino riuscito a persuadere il produttore del gruppo, Yerbolat Bedelkhan, inizialmente contrario all'idea. Il film "Ninety One" è entrato tra i primi tre prodotti di streaming kazaki; nel primo weekend, il film ha raccolto 32.672.000 tenge.

### 2018-2019: album "Dopamine" e documentario "Петь свои песни" (italiano: per cantare le tue canzoni)
Il 25 giugno 2018 i Ninety One hanno pubblicato "E.Yeah", la prima canzone del loro nuovo album "Dopamine", subito seguita da "All I need" pubblicato l'8 agosto. La terza canzone dell'album - "Boyman", è uscita il 24 ottobre. "Boyman" si dice sia un tributo al famoso pattinatore artistico kazako Denis Ten, la cui morte ha profondamente colpito i membri di Ninety One, così come l'intero Kazakistan.
Alem è stato il primo membro del gruppo a intraprendere la carriera musicale da solista.

### Espansione internazionale
Il 15 marzo 2019 sul canale televisivo nazionale coreano MNET è uscito un altro episodio di un popolare game show musicale "Posso vedere la tua voce" ma questa volta un gruppo di ragazzi Q-POP Ninety One ha fatto la sua apparizione come ospite. Il gruppo ha vinto lo spettacolo e si è esibito con il popolare gruppo K-POP Mamamoo. Alla fine dello spettacolo, hanno anche eseguito la loro canzone di debutto "Ayiptama". Dopo lo spettacolo, i Ninety One hanno pubblicato la loro canzone "Ayiptama" come singolo digitale esclusivo sulle piattaforme di streaming musicale coreano.

### Documentario "Петь свои песни" (Per cantare le tue canzoni)
Il documentario di Katherine Suvorova "Петь свои песни" (nome kazako: Men sen emes), esamina le ragioni delle proteste contro il gruppo e della cancellazione dei loro concerti. Questi eventi rivelano un enorme strato di conflitti sociali e culturali all'interno della società kazaka: conflitto tra la vita urbana e rurale, tra tradizionalismo e globalizzazione, tra la linea verticale dell'autorità politica e la libertà personale. Il film esplora questi temi attraverso conversazioni con gli stessi membri della band, i loro avversari e sostenitori. Scienziati politici e culturali kazaki, esperti di media e storici dell'arte spiegano anche perché la gente del Kazakistan protesta contro il Q-pop.

## Impatto sociale
I Ninety One hanno avuto un enorme impatto sulla lingua kazaka. Nonostante abbiano ricevuto molteplici raccomandazioni riguardo al passare all'inglese o al russo, i Ninety One sono certi che le loro azioni aiutino a rendere popolare il loro paese e la loro lingua.
Il 29 marzo 2018 un membro di Ninety One - ZAQ, che fa parte del partito dei giovani Жас Отан ("Zhas Otan"), ha tenuto un discorso sul IV Congresso di Zhas Otan.
Un estratto del suo discorso, tradotto:
"Se non solo vogliamo che la nostra ricca storia venga preservata, ma che sia desiderabile per i giovani, dobbiamo tener conto degli interessi dei giovani e adattare la nostra cultura alle tendenze moderne. I Ninety One hanno portato avanti una nuova tendenza: il Q-POP, con l'idea di spostare il nostro patrimonio culturale, la bellezza della lingua a un nuovo livello. (. . . ) Vogliamo portare la lingua kazaka sulla scena globale e la scrittura latina si adatta bene a questo scopo. Le nostre canzoni escono scritte in caratteri latini e, grazie a ciò, i nostri ascoltatori internazionali si sono interessati a saperne di più sul nostro paese e sulla lingua kazaka . Hanno iniziato a imparare la nostra lingua e ci hanno lasciato dei video con messaggi in kazako ".
A parte gli effetti sulla lingua, i Ninety One e il loro produttore - Yerbolat Bedelkhan hanno avuto un grande impatto sulla cultura. Il genere Q-pop è ora considerato la direzione musicale più popolare tra i giovani in Kazakistan.

### Progetti
Il produttore del gruppo, con l'aiuto del canale televisivo kazako NTK, ha deciso di creare il primo spettacolo rap del Kazakistan. Il 25 maggio 2018 è uscito il video promozionale di "Qara beri". I membri di Ninety One - Zaq e AZ sono stati mentori nello show. Come ha detto Yerbolat Bedelkhan nella sua intervista per NTK:
"- L'obiettivo principale del progetto è mostrare alla gente del Kazakistan che abbiamo l'hip-hop! Che i nostri giovani possono e vogliono scrivere rap in kazako . Nel 21 ° secolo dobbiamo dimostrare che la nostra lingua può essere moderna ".
Il rapper "Ne1tron", vincitore dello spettacolo, ha firmato il suo contratto con la Juz Entertainment il 21 febbraio.
Il 1 ° maggio 2019, Yerbolat Bedelkhan insieme ai social media di Salem ha annunciato un casting per lo spettacolo "Project X".
"Project X" è un nuovo reality show di sopravvivenza, il cui obiettivo principale è creare il prossimo gruppo di ragazzi della Juz Entertainment. Il nuovo gruppo dovrebbe dare una sana competizione nel genere di Q-Pop.
Su più di 2000 persone che hanno fatto domanda per lo spettacolo, solo 400 persone sono state invitate al casting offline.
Il primo episodio dello spettacolo è uscito il 27 maggio.

## Formazione
- Alem (in kazako Батырхан Абайұлы Мәлікoв?, Batyrkhan Abaıuly Málikov, nato il 18 febbraio 1993) - cantante principale, compositore
- Ace (in kazako Қайратұлы Ашмақын?, Qaıratuly Ashmaqyn, nato il 29 agosto 1993) - cantante, ballerino principale, compositore, visual
- AZ (in kazako Байбyлатұлы Зенкаев?, Azamat Baıbýlatuly Zenkaev, 28 settembre 1993) - leader, rapper principale, paroliere
- Zaq (in kazako Болатұлы Мұхаметқали?, Dýlat Bolatuly Muhametqalı, nato l'8 febbraio 1996) - rapper principale, ballerino principale, coreografo, paroliere
- Bala (in kazako Данияр Ақылбайұлы Құлымша?, Danııar Qulymshin, nato il 19 febbraio 1998) - cantante, kenzhe (il più giovane), compositore

## Discografia

### Album in studio
- 2017 – Qarangy zharyq
- 2023 – Gap

### Album dal vivo
- 2021 – Live Performance 2020, Pt. 1

### EP
- 2015 – Aiyptama
- 2019 – Dopamine
- 2019 – Men emes
- 2020 – 91
- 2023 – Mahabbat sözi

### Singoli
- 2019 – Lady
- 2020 – Lie
- 2020 – Koilek
- 2020 – Bari biled
- 2020 – Taboo (feat. İrina Kairatovna)
- 2021 – Qiyalman
- 2021 – Darn
- 2022 – Jurek
- 2022 – Abuse
- 2022 – Bata
- 2022 – Qooma
- 2022 – Suraqtar
- 2022 – Bope
- 2022 – 1dei
- 2022 – Bol bizben birge
- 2022 – Örik
- 2022 – Drift
- 2023 – Emoji
- 2023 – Synbaim
- 2023 – Biz
- 2023 – Öperem ai
- 2023 – Jur mәpelep